# Old Haa of Scalloway

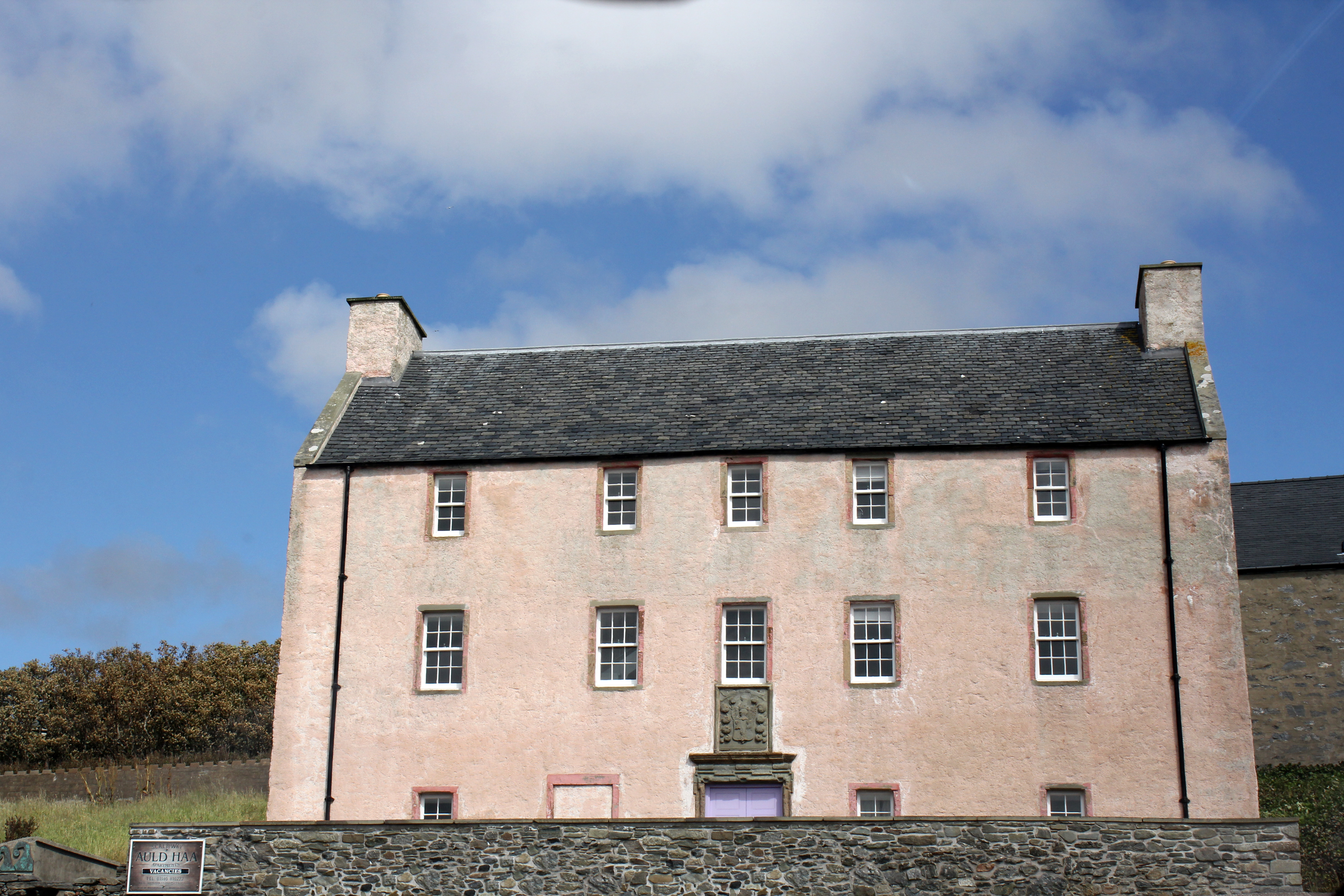
Old Haa, Vorderseite (2018)

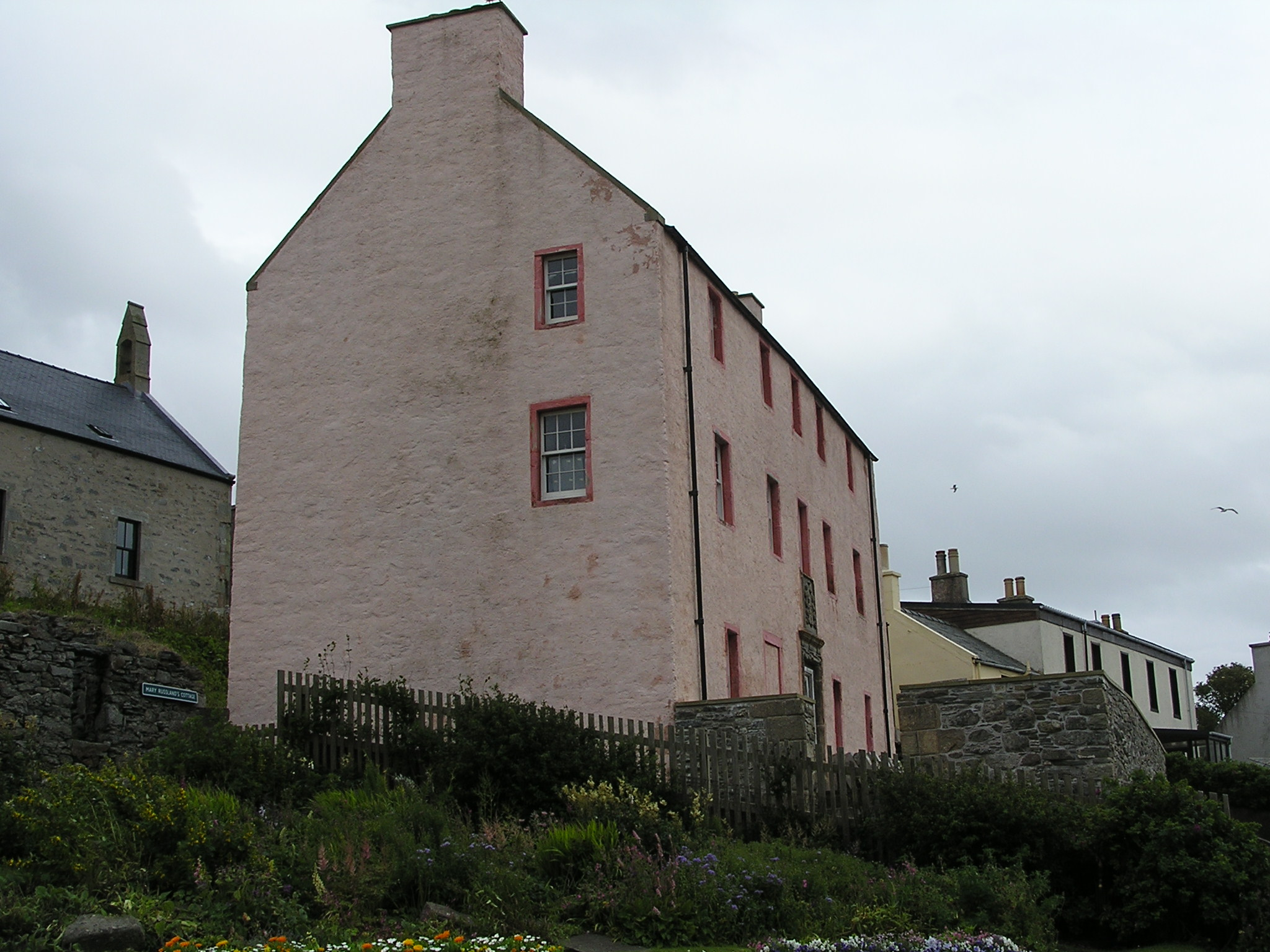
Old Haa, Seitenansicht (2007)

Die Old Haa of Scalloway ist ein ehemaliges Herrenhaus in der schottischen Stadt Scalloway auf der Shetlandinsel Mainland. Es befindet sich am Beginn der New Street gegenüber den Hafenanlagen. 1974 wurde das die Old Haa of Scalloway in die schottischen Denkmallisten in der höchsten Kategorie A aufgenommen. Sie weist eine hohe Ähnlichkeit mit der Haa of Sand auf.

## Geschichte
Die Old Haa of Scalloway wurde um das Jahr 1750 für den Laird James Scott und seine Gemahlin Katherine Sinclair erbaut. Über die Geschichte des Gebäudes in den folgenden Jahrhunderten ist wenig beschrieben. 1990 stand die Haa leer und wurde in das Register gefährdeter denkmalgeschützter Bauwerke in Schottland aufgenommen. Infolge eines Rechtsstreits in den 1990er Jahren bezüglich der Aufteilung des Innenraums in mehrere abgeschlossene Wohneinheiten lag das Gebäude in diesem Jahrzehnt brach, bis es der Scalloway Water Trust 2001 erwarb. Dieser ließ das Haus äußerlich bis 2003 restaurieren und stabilisieren. Die Restaurierung des Innenraums wurde teilweise abgeschlossen. Frühestens bis 2012 stand die Haa weiterhin leer. Ihr Zustand wird als ausreichend beschrieben, jedoch mit einer geringen Gefährdung auf Verschlechterung.

## Beschreibung
Die Old Haa of Scalloway wird als eine der schönsten Haas der Shetlands beschrieben. Sie liegt an prominenter Position am Beginn der New Street, die entlang der kleinen Bucht, an der Scalloway gelegen ist, zum Schiffsanleger führt. Das Mauerwerk des dreistöckigen Gebäudes besteht aus Bruchstein, der in traditioneller Weise mit Harl verputzt ist. Die Fenster sind von einfachen Faschen aus Sandstein eingerahmt. Die Vorderfront ist symmetrisch aufgebaut mit fünf Fensterachsen und einer mittig befindlichen Eingangstüre. Die Fenster sind nicht gleichmäßig über die Fassade verteilt, sondern im Schema 1-3-1 angeordnet. Oberhalb des verzierten Eingangsbereichs ist eine Wappenplatte eingelassen. Außerdem wurde dort eine Gedenkplakette anlässlich der Hochzeit von Scott und Sinclair im Jahre 1750 angebracht. An den Süd- und Nordgiebeln findet sich nur jeweils ein Fenster im ersten und zweiten Obergeschoss. Das Gebäude schließt mit einem Satteldach mit grauen Schieferschindeln ab. Eine Mauer aus Bruchstein grenzt das Grundstück zur Straße hin ab.